# Tamás Aczél
Tamás Aczél (n. 16 decembrie 1921, Budapesta, Regatul Ungariei – d. 18 aprilie 1994, Boston, Massachusetts, SUA) a fost un scriitor maghiar.